# S. N. Goenka
Satya Narayan Goenka, comunemente noto come S.N. Goenka (Mandalay, 30 gennaio 1924 – Mumbai, 29 settembre 2013), è stato un insegnante birmano naturalizzato indiano Influente maestro laico di meditazione Vipaśyanā, ha sostenuto la diffusione in tutto il mondo di centri di meditazione senza fini di lucro, dedicati a corsi intensivi rivolti a laici, a occidentali e a non buddisti, nella tradizione del maestro U Ba Khin.  Peculiarità del suo insegnamento è l'enfasi sull'universalità e la pragmaticità del sentiero proposto dal Buddha.

## Biografia
S.N. Goenka nasce in Birmania in una facoltosa famiglia indiana, induista tradizionalista. Fin da ragazzo si dedica alle attività imprenditoriali di famiglia. Si sposa e ha sei figli. Imprenditore di successo, nel 1955 mentre cerca senza esito una cura per le sue gravi emicranie, incontra l'insegnante laico di meditazione vipassana Sayagyi U Ba Khin. Ne diviene allievo, esercitandosi sotto la sua guida per quattordici anni. Nel 1969, riceve da U Ba Khin l'autorizzazione all'insegnamento di Vipassana. Lascia gli affari e si trasferisce in India, dove inizia a insegnare. Nel 1976, apre il primo centro stabile di meditazione a Igatpuri, nel Maharashtra.
Dal 1982 tiene una formazione per insegnanti (chiamati assistenti), per la conduzione di corsi in sua vece, con l'ausilio di registrazioni audio e video, delle sue istruzioni metodologiche e dei contributi teorici. Nel 1985 fonda l'Istituto di Ricerca Vipassana.
Tiene conferenze su Vipassana in tutto il mondo, come al World Economic Forum, Davos, nel 2000; all' Harvard Business School Club, N.Y.C. U.S.A., 2000 e al MIT Massachusetts Institute of Technology, Boston, MA. U.S.A., 2000. Interviene presso il Millennium World Peace Summit, ONU - Assemblea Generale delle Nazioni Unite, N.Y. U.S.A., 2000.
Nel 2012 riceve dal Governo indiano il premio Padma Brushan, riconoscimento civile per alte opere sociali.
Muore il 29 settembre 2013, nella sua casa di Mumbai, lasciando la moglie Elaichi Devi Goenka, eminente insegnante di meditazione, i figli e molti nipoti.
Alla sua morte, Jack Kornfield scrive: "In ogni generazione ci sono alcuni maestri visionari e profondi che tengono alta la lampada del Dharma (l'insegnamento, ndr) per illuminare il mondo. Come il Dalai Lama e Thich Nhat Hanh, il Ven S.N. Goenka è stato uno dei grandi maestri del mondo del nostro tempo. È stato ispiratore e insegnante per Joseph Goldstein e Sharon Salzberg, Ram Dass, Daniel Goleman e molti altri leader spirituali occidentali. Jay Michaelson scrive sull'Huffington Post nell'articolo L'uomo che insegnò al mondo a meditare: "Fu un insegnante per la prima generazione di insegnanti di meditazione "profonda", ad avere un impatto negli Stati Uniti."

## Insegnamento
"Non sono contrario alla conversione. (…) sono per la conversione, ma non da una religione organizzata a un'altra, ma dalla sofferenza alla felicità, dalla schiavitù alla liberazione." (S.N. Goenka)
"Liberazione" in questo contesto indica libertà dalle impurità della mente e il risultato del processo di coltivazione di una mente pura, è la libertà dalla sofferenza, nelle sue diverse manifestazioni.
La tecnica insegnata da Goenka viene fatta risalire al Buddha storico; non richiede la conversione in alcun sistema di credenze religiose ed è adatta a persone di tutte le fedi e a coloro senza fede.
Goenka propone la meditazione Vipassana come un metodo esperienziale e scientifico, basato sull'osservazione della natura in costante cambiamento della mente e del corpo; tale osservazione allenata con continuità, permette una comprensione di sé (un'esperienza) che conduce a una vita serena, attiva e pacifica.

## Il corso
Il corso offre un'introduzione guidata e approfondita alla pratica della meditazione Vipassana. È residenziale, intensivo e dura dieci giorni. Si svolge in centri di meditazione permanenti oppure in strutture prese in affitto. Gli interessati sono informati del suo rigore e della sua serietà. Le istruzioni ai partecipanti sono audio e video di Goenka, proposti sia nella versione originale in inglese, sia tradotti nella lingua del paese ospitante.
Il corso inizia con l'esercizio della meditazione di consapevolezza del respiro (anapana, in lingua pali) basata l'osservazione del respiro naturale (cioè non controllato), al fine di tranquillizzare e di concentrare la mente, a sufficienza per  procedere con l'esercizio di meditazione  di visione profonda o penetrativa (vipassana, in lingua pali). In questa tradizione, l'esercizio di vipassana richiede l'osservazione continuativa ed equanime delle sensazioni corporee, con uno sviluppo graduale della consapevolezza delle connessioni tra corpo e mente

### In Italia
Il primo corso di meditazione Vipassana, come insegnata da S.N. Goenka, si svolge nel 1986. Nel 1991 un gruppo di meditatori fonda l'Associazione Vipassana Italia, che organizza corsi continuativamente, operando nel rispetto dei principi che ispirano questo insegnamento. Dal 2008 i corsi sono presso il Centro Vipassana Dhamma Atala.
Goenka invita i partecipanti ai corsi a considerare gli aspetti teorici, ma ogni studente è libero di accettarli o di rifiutare qualsiasi parte di essi. Egli infatti sottolinea che l'aspetto più importante della tecnica è la sua pratica, il suo esercizio.

#### I centri, le associazioni e il finanziamento per i corsi
Le associazioni Vipassana in tutto il mondo sono sorte per organizzare corsi di dieci giorni. Operano in autonomia, autofinanziandosi con libere offerte. Secondo la tradizione, infatti, l’insegnamento va dato gratuitamente e i corsi vanno organizzati esclusivamente con donazioni ispirate da gratitudine e generosità. Questo per far sì che gli aspetti economici non interferiscano nell’insegnamento. Chi, quindi, ha tratto giovamento da un corso e desidera che anche altri ne beneficino, può offrire una donazione, che permetterà l’organizzazione di altri corsi. Gli insegnanti da lui designati, gli assistenti autorizzati a tenere corsi in sua vece, e i volontari che collaborano per gli aspetti pratici, non ricevono compensi.
In tal modo, Goenka ha cercato di garantire che questa rete di centri non diventi una specie di religione o setta. Ha raccomandato che l'espansione dei centri deve essere a beneficio degli altri, (non espansione per espansione, dovuta a qualche credenza); e che l’intenzione basilare deve rimanere  la diffusione per il beneficio di sempre più persone, e non certo per la crescita dell'organizzazione in sé.

## Vipassana nelle carceri
Goenka ha portato i corsi di Vipassana nelle carceri, prima in India e poi in altri paesi.
- Doing Time, Doing Vipassana. 1997: documentario sull'introduzione dei corsi di Vipassana di dieci giorni nel carcere di Tihar in India, nel 1993. Kiran Bedi, Ispettore generale delle prigioni di Nuova Delhi,  prima fa addestrare le guardie carcerarie a Vipassana e poi “consegna” a Goenka una "classe" di mille prigionieri.
- Dhamma Brothers. 2007: documentario sul programma di Vipassana nella prigione presso la struttura di Donaldson a Bessemer, in Alabama. Incentrato su quattro detenuti  condannati per omicidio, comprende interviste a guardie, funzionari carcerari. www.pariyatti.org